# جائزة مسائل الألفية
جائزة مسائل الألفية أو مسائل القرن الحادي والعشرين أو مسائل الميلينيوم السبعة هي سبعة مسائل في الرياضيات صرح بها معهد كلاي للرياضيات في 24 مايو 2000. المسائل هي مسألة كثير حدود وكثير حدود غير قطعي، حدسية هودج، حدسية بوانكاريه، فرضية ريمان، نظرية يانغ-ميلز، حدسية بريتش-داير، معادلات نافييه-ستوكس. الحل الصحيح لأي من المسائل ينتج عنه جائزة قدرها مليون دولار أمريكي يمنحها المعهد للمكتشفين.
حتى الآن، كانت مسألة جائزة الألفية الوحيدة التي تم حلها هي حدسية بوانكاريه، والتي تم حلها بواسطة عالم الرياضيات الروسي غريغوري بيرلمان في عام 2003، مع ذلك قام برفض الجائزة.

## ملخص
استوحى معهد كلاي من مجموعة من 23 مسألة نظمها عالم الرياضيات ديفيد هيلبرت في عام 1900 والتي، على الرغم من عدم وجود قيمة نقدية لها، كان لها تأثير كبير في دفع تقدم الرياضيات في القرن العشرين. تتنوع المسائل السبع المختارة في عدد من المجالات الرياضية، وهي الهندسة الجبرية، والهندسة الحسابية، والطوبولوجيا الهندسية، والفيزياء الرياضية، ونظرية الأعداد، والمعادلات التفاضلية الجزئية، وعلوم الحاسوب النظرية. على عكس مسائل هيلبرت، كانت المسائل التي اختارها معهد كلاي مشهورة بالفعل بين علماء الرياضيات المحترفين، حيث يعمل الكثيرون بنشاط من أجل حلها.
أصدر غريغوري بيرلمان، الذي بدأ العمل على حدسية بوانكاريه في التسعينيات، إثباته في عامي 2002 و2003. وقد غطت وسائل الإعلام رفضه لجائزة معهد كلاي النقدية في عام 2010 على نطاق واسع. تظل مسائل جائزة الألفية الست الأخرى دون حل، على الرغم من وجود عدد كبير من الأدلة غير المرضية من قبل علماء الرياضيات الهواة والمحترفين.
كان أندرو وايلز، كجزء من المجلس الاستشاري العلمي لمعهد كلاي، يأمل في أن يؤدي اختيار جائزة مالية قدرها مليون دولار أمريكي إلى الترويج، بين الجمهور العام، لكل من المسائل المختارة وكذلك «إثارة المساعي الرياضية». عضو آخر في مجلس الإدارة، الحاصل على ميدالية فيلدز ألان كون، يأمل أن تساعد الدعاية حول المسائل التي لم يتم حلها في محاربة «الفكرة الخاطئة» بين الجمهور بأن الرياضيات «سوف تتفوق عليها أجهزة الحاسوب».
كان بعض علماء الرياضيات أكثر انتقادًا. وصف أناتولي فيرشيك جائزتهم المالية بأنها «عرض الأعمال» التي تمثل «أسوأ مظاهر الثقافة الجماهيرية الحالية»، واعتقد أن هناك طرقًا أكثر جدوى للاستثمار في التقدير العام للرياضيات. لقد نظر إلى العلاجات الإعلامية السطحية لبيرلمان وعمله، مع إيلاء اهتمام غير متناسب لقيمة الجائزة نفسها، على أنها غير مفاجئة. على النقيض من ذلك، أشاد فيرشيك بالتمويل المباشر لمعهد كلاي للمؤتمرات البحثية والباحثين الشباب. وقد ردد شينغ تونغ ياو الحاصل على ميدالية فيلدز تعليقات فيرشيك، والذي كان ينتقد أيضًا فكرة قيام المؤسسة باتخاذ إجراءات «لتناسب» الأسئلة الرياضية الأساسية و«إرفاق اسمها بها».

## المسائل المحلولة

### حدسية بوانكاريه
في البعد الثاني، يتميز المجال بحقيقة أنه السطح الوحيد المغلق والمرتبط ببساطة. يوضح تخمين بوانكاريه أن هذا صحيح أيضاً في البعد الثالث. وهو أمر مركزي بالنسبة للمشكلة الأكثر عمومية الخاصة بتصنيف كل الأضلاع المتعددة.
وقد قدم غريغوري بيرلمان في عام 2003 دليلاً على هذا التخمين، استناداً إلى العمل الذي قام به ريتشارد هاميلتون؛ تم الانتهاء من المراجعة في أغسطس 2006، وتم اختيار بيرلمان لتلقي ميدالية فيلدز لحله، لكنه رفض الجائزة. مُنح بيرلمان رسميًا جائزة الألفية في 18 مارس 2010، لكنه رفض أيضًا تلك الجائزة وجوائز المال المرتبطة بها من معهد كلاي للرياضيات. ونقلت وكالة أنباء إنترفاكس عن بيرلمان قوله إنه يعتقد أن الجائزة غير عادلة. أخبر بيرلمان إنترفاكس أنه يعتبر مساهمته في حل تخمين بوانكاريه ليس أكبر من هاملتون.

## المسائل الغير محلولة

### P=NP
المسألة هي تحديد إذا ما كل مسألة يمكن تقريرها بواسطة خوارزمية غير قطعية يمكن أيضا حلها بواسطة خوارزمية قطعية. بالنسبة لجميع المشاكل التي يمكن لخوارزمية التحقق من حل معين بسرعة (أي في زمن كثير الحدود)، يمكن لخوارزمية أن تجد الحل بسرعة أيضًا. بما أن الأول يصف فئة المشاكل التي يطلق عليها NP، بينما يصف الأخير P، فإن السؤال يساوي السؤال عما إذا كانت جميع المشاكل في NP موجودة أيضًا في P. ويعتبر هذا بشكل عام أحد أهم الأسئلة المفتوحة في الرياضيات وعلوم الحاسوب النظرية كما أن لها عواقب بعيدة المدى على مشاكل أخرى في الرياضيات، وعلم الأحياء، والفلسفة، والتشفير. المثال الشائع لمشكلة NP غير معروفة في P هي مشكلة الإرضاء المنطقية.
يتوقع معظم علماء الرياضيات وعلماء الحاسوب أن P ≠ NP؛ ومع ذلك، لم يثبت ذلك بعد.

### فرضية ريمان
تنص فرضية ريمان على أن جميع أصفار (أو جذور) الاستمرار التحليلي لدالة زيتا لريمان دالة زيتا، هي أعداد عقدية جزءها الحقيقي يساوي 1/2. للبرهان على صحة أو خطأ هذه الحدسية نتائج في نظرية الأعداد، خصوصا فيما يتعلق بتوزيع الأعداد الأولية. هذه الفرضية هي ثامن مسائل هيلبرت، وما تزال تعتبر واحدة من أهم المسائل المفتوحة قرنا من الزمان بعد ذلك.
أعطيت الصيغة الرسمية للفرضية من طرف عالم الرياضيات إنريكو بومبيري.

### نافييه-ستوكس الوجود والانسيابية
تصف معادلات نافييه-ستوكس حركة السوائل، وهي أحد أعمدة ميكانيكا الموائع. ومع ذلك، فإن الفهم النظري لحلولها غير مكتمل. على وجه الخصوص، غالباً ما تتضمن حلول معادلات نافييه-ستوكس الاضطراب، حيث تظل الحلول العامة واحدة من أكبر المشكلات التي لم تحل في الفيزياء، على الرغم من أهميتها الهائلة في العلوم والهندسة.
تكمن المشكلة في إحراز تقدم نحو نظرية رياضية تعطي نظرة ثاقبة لهذه المعادلات، من خلال إثبات وجود حلول سلسة ومحددة عالمياً تفي بشروط معينة، أو أنها لا توجد دائمًا وأن المعادلات تتعطل. البيان الرسمي للمشكلة قدمه تشارلز فيفرمان.

### حدسية هودنج
حدسية هودنج ينص على أنه بالنسبة للأصناف الجبرية الإسقاطية، فإن دورات هودج هي مزيج خطي منطقي من الدورات الجبرية.
البيان الرسمي للمشكلة قدمه بيار ديلين.

### يانغ-ميلز الوجود وفجوة الكتلة
في الفيزياء، نظرية يانغ-ميلز الكلاسيكية هي تعميم لنظرية ماكسويل للكهرومغناطيسية حيث يحمل المجال الكهرومغناطيسي نفسه بذاته. وباعتبارها نظرية المجال الكلاسيكي، فإن لديها حلولاً تسير بسرعة الضوء بحيث أن نصها الكمومي يجب أن يصف جسيمات عديمة الكتلة. ومع ذلك، فإن الظاهرة المفترضة للحبس بالألوان لا تسمح إلا بحالات ملزمة من الجلونات، مما يشكل جسيمات ضخمة. هذه هي الفجوة الجماعية. جانب آخر من الحبس هو الحرية التقاربية مما يجعل من الممكن تصور أن نظرية الكمبروسوم-ميلز موجودة بدون قيود على مقاييس الطاقة المنخفضة. وتتمثل المشكلة في إقامة وجود دقيق لنظرية يانغ-ميلز الكمومية وفجوة ضخمة.
البيان الرسمي للمسألة قدمه آرثر جافي وإدوارد ويتن.

### حدسية بريتش-داير
يتعامل حدس بريتش-داير مع أنواع معيّنة من المعادلات: تلك المنحنيات النحيلة التي تحدد الأعداد العقلانية. التخمين هو أن هناك طريقة بسيطة لمعرفة ما إذا كانت هذه المعادلات لها عدد محدد أو غير محدود من الحلول العقلانية. عالجت مشكلة هيلبرت العاشرة مع نوع أكثر عمومية من المعادلة، وفي هذه الحالة، ثبت أنه لا توجد طريقة لتحديد ما إذا كانت معادلة معينة لديها أي حلول.
البيان الرسمي للمسألة قدمه أندرو وايلز.

## شروط الجائزة
لقد وضع معهد كلاي شروطا دقيقة لنيل الجائزة ومن أهم قواعدها مايلي:
- لا ينبغي اقتراح الحلول على المعهد مباشرة بل لابد من نشر الحل في مجلة رياضيات ذائعة الصيت، وينال مضمون الحل المقترح قبول ورضا المجتمع الرياضي خلال سنتين.
- خصص المعهد مبلغ مليون دولار لحل كل مسألة.
- اللجنة العلمية بالمعهد هي التي تقرر ما إذا كان الحل المقترح يعتبر حلا كاملا أم لا.
- يشكل المعهد لجنة علمية خاصة لمناقشة الحل المقترح وفي حال عدم إتضاحه يتم إرجاعه إلى لجنة التحقق من الحل.
- كل مداولات ومراسلات اللجان الخاصة بهذه الجائزة تعتبر سرية.

## وصلات خارجية
الموقع الرسمي للمسائل (بالإنجليزية)